# Tour de Romandía 2014
La 68.ª edición de la competición ciclista Tour de Romandía, se disputó en Suiza desde el 29 de abril al 4 de mayo de 2014. 
Contó con un prólogo inicial y cinco etapas. La 3.ª fue la etapa reina, donde debieron ascender cuatro puertos de montaña de primera categoría y la última fue una contrarreloj de 18,5 km.
La carrera formó parte del UCI WorldTour 2014, siendo la decimocuarta competición de dicho calendario.
El ganador por segundo año consecutivo fue el británico Chris Froome, quien además se hizo con la contrarreloj final. fue acompañado en el podio por Simon Špilak (Katusha) y Rui Costa (Lampre-Merida).
En las clasificaciones secundarias vencieron Johann Tschopp (montaña), Martin Kohler (sprints), Jesús Herrada (jóvenes) y Movistar (equipos).

## Equipos participantes
Participaron 19 equipos: los 18 de categoría UCI ProTeam (al ser obligatoria su participación) y uno de categoría Profesional Continental mediante invitación de la organización (IAM Cycling). Cada conjunto estuvo formado por 8 corredores, formando así un pelotón de 152 ciclistas, de los que finalizaron 122.
| ProTeams (18)- AG2R La Mondiale - Astana - Belkin - BMC Racing Team - Cannondale - Team Europcar - FDJ.fr - Garmin-Sharp - Giant-Shimano - Katusha - Lampre-Merida - Lotto-Belisol - Movistar Team - Omega Pharma-Quick Step - Orica-GreenEDGE - Sky - Tinkoff-Saxo - Trek Factory Racing Equipo continental profesional- IAM Cycling |
| |

## Etapas
| Etapa     | Fecha     | Recorrido             | type                    | Distancia (km) | Ganador            | Líder              |
| --------- | --------- | --------------------- | ----------------------- | -------------- | ------------------ | ------------------ |
| Prólogo   | 29 de abr | Ascona – Ascona       | prólogo                 | 5,57           | Michał Kwiatkowski | Michał Kwiatkowski |
| 1.ª etapa | 30 de abr | Brigerbad – Sion      | etapa de media montaña  | 88,6           | Michael Albasini   | Michał Kwiatkowski |
| 2.ª etapa | 1 de may  | Sion – Montreux       | etapa de media montaña  | 166,5          | Michael Albasini   | Michael Albasini   |
| 3.ª etapa | 2 de may  | Le Bouveret – Aigle   | etapa de montaña        | 180,5          | Simon Špilak       | Simon Špilak       |
| 4.ª etapa | 3 de may  | Friburgo – Friburgo   | etapa de media montaña  | 173,1          | Michael Albasini   | Simon Špilak       |
| 5.ª etapa | 4 de may  | Neuchâtel – Neuchâtel | contrarreloj individual | 18,5           | Chris Froome       | Chris Froome       |

## Desarrollo de la carrera

### Prólogo
| Ascona - Ascona | prólogo | (5,57 km) |

| \| Clasificación de la etapa \| Clasificación de la etapa \| Clasificación de la etapa \| Clasificación de la etapa \| Clasificación de la etapa \| \| Ciclista \| Ciclista \| Equipo \| Tiempo \| \| \| ------------------------- \| ------------------------- \| ------------------------- \| ------------------------- \| ------------------------- \| \| 1.º \| Michał Kwiatkowski \| Omega Pharma-Quick Step \| 6 min 22 s \| \| \| 2.º \| Rohan Dennis \| Garmin-Sharp \| + 4 s \| \| \| 3.º \| Marcel Kittel \| Giant-Shimano \| + 4 s \| \| \| 4.º \| Giacomo Nizzolo \| Trek Factory Racing \| + 4 s \| \| \| 5.º \| Tony Martin \| Omega Pharma-Quick Step \| + 5 s \| \| \| 6.º \| Brett Lancaster \| Orica-GreenEDGE \| + 6 s \| \| \| 7.º \| Matthias Brändle \| IAM Cycling \| + 7 s \| \| \| 8.º \| Jesse Sergent \| Trek Factory Racing \| + 8 s \| \| \| 9.º \| Ramūnas Navardauskas \| Garmin-Sharp \| + 9 s \| \| \| 10.º \| Martijn Keizer \| Belkin \| + 9 s \| \| |                      |                         |            |
| |                      |                         |            |
| |                      |                         |            |
| Clasificación de la etapa |                      |                         |            |
| Ciclista | Ciclista             | Equipo                  | Tiempo     |
| 1.º | Michał Kwiatkowski   | Omega Pharma-Quick Step | 6 min 22 s |
| 2.º | Rohan Dennis         | Garmin-Sharp            | + 4 s      |
| 3.º | Marcel Kittel        | Giant-Shimano           | + 4 s      |
| 4.º | Giacomo Nizzolo      | Trek Factory Racing     | + 4 s      |
| 5.º | Tony Martin          | Omega Pharma-Quick Step | + 5 s      |
| 6.º | Brett Lancaster      | Orica-GreenEDGE         | + 6 s      |
| 7.º | Matthias Brändle     | IAM Cycling             | + 7 s      |
| 8.º | Jesse Sergent        | Trek Factory Racing     | + 8 s      |
| 9.º | Ramūnas Navardauskas | Garmin-Sharp            | + 9 s      |
| 10.º | Martijn Keizer       | Belkin                  | + 9 s      |

| \| Clasificación general \| Clasificación general \| Clasificación general \| Clasificación general \| Clasificación general \| \| Ciclista \| Ciclista \| Equipo \| Tiempo \| \| \| --------------------- \| --------------------- \| ----------------------- \| --------------------- \| --------------------- \| \| 1.º \| Michał Kwiatkowski \| Omega Pharma-Quick Step \| 6 min 22 s \| \| \| 2.º \| Rohan Dennis \| Garmin-Sharp \| + 4 s \| \| \| 3.º \| Marcel Kittel \| Giant-Shimano \| + 4 s \| \| \| 4.º \| Giacomo Nizzolo \| Trek Factory Racing \| + 4 s \| \| \| 5.º \| Tony Martin \| Omega Pharma-Quick Step \| + 5 s \| \| \| 6.º \| Brett Lancaster \| Orica-GreenEDGE \| + 6 s \| \| \| 7.º \| Matthias Brändle \| IAM Cycling \| + 7 s \| \| \| 8.º \| Jesse Sergent \| Trek Factory Racing \| + 8 s \| \| \| 9.º \| Ramūnas Navardauskas \| Garmin-Sharp \| + 9 s \| \| \| 10.º \| Martijn Keizer \| Belkin \| + 9 s \| \| |                      |                         |            |
| |                      |                         |            |
| |                      |                         |            |
| Clasificación general |                      |                         |            |
| Ciclista | Ciclista             | Equipo                  | Tiempo     |
| 1.º | Michał Kwiatkowski   | Omega Pharma-Quick Step | 6 min 22 s |
| 2.º | Rohan Dennis         | Garmin-Sharp            | + 4 s      |
| 3.º | Marcel Kittel        | Giant-Shimano           | + 4 s      |
| 4.º | Giacomo Nizzolo      | Trek Factory Racing     | + 4 s      |
| 5.º | Tony Martin          | Omega Pharma-Quick Step | + 5 s      |
| 6.º | Brett Lancaster      | Orica-GreenEDGE         | + 6 s      |
| 7.º | Matthias Brändle     | IAM Cycling             | + 7 s      |
| 8.º | Jesse Sergent        | Trek Factory Racing     | + 8 s      |
| 9.º | Ramūnas Navardauskas | Garmin-Sharp            | + 9 s      |
| 10.º | Martijn Keizer       | Belkin                  | + 9 s      |

### Etapa 1
| Brigerbad - Sion | etapa de media montaña | (88,6 km) |

| \| Clasificación de la etapa \| Clasificación de la etapa \| Clasificación de la etapa \| Clasificación de la etapa \| Clasificación de la etapa \| \| Ciclista \| Ciclista \| Equipo \| Tiempo \| \| \| ------------------------- \| ------------------------- \| ------------------------- \| ------------------------- \| ------------------------- \| \| 1.º \| Michael Albasini \| Orica-GreenEDGE \| 2 h 11 min 11 s \| \| \| 2.º \| Jesús Herrada \| Movistar Team \| + 0 s \| \| \| 3.º \| Ramūnas Navardauskas \| Garmin-Sharp \| + 0 s \| \| \| 4.º \| Maxim Iglinskiy \| Astana \| + 0 s \| \| \| 5.º \| Andrew Talansky \| Garmin-Sharp \| + 0 s \| \| \| 6.º \| Matthias Brändle \| IAM Cycling \| + 0 s \| \| \| 7.º \| Rui Alberto Costa \| Lampre-Merida \| + 0 s \| \| \| 8.º \| Jonathan Hivert \| Belkin \| + 0 s \| \| \| 9.º \| Björn Thurau \| Team Europcar \| + 0 s \| \| \| 10.º \| Thomas Voeckler \| Team Europcar \| + 0 s \| \| |                      |                 |                 |
| |                      |                 |                 |
| |                      |                 |                 |
| Clasificación de la etapa |                      |                 |                 |
| Ciclista | Ciclista             | Equipo          | Tiempo          |
| 1.º | Michael Albasini     | Orica-GreenEDGE | 2 h 11 min 11 s |
| 2.º | Jesús Herrada        | Movistar Team   | + 0 s           |
| 3.º | Ramūnas Navardauskas | Garmin-Sharp    | + 0 s           |
| 4.º | Maxim Iglinskiy      | Astana          | + 0 s           |
| 5.º | Andrew Talansky      | Garmin-Sharp    | + 0 s           |
| 6.º | Matthias Brändle     | IAM Cycling     | + 0 s           |
| 7.º | Rui Alberto Costa    | Lampre-Merida   | + 0 s           |
| 8.º | Jonathan Hivert      | Belkin          | + 0 s           |
| 9.º | Björn Thurau         | Team Europcar   | + 0 s           |
| 10.º | Thomas Voeckler      | Team Europcar   | + 0 s           |

| \| Clasificación general \| Clasificación general \| Clasificación general \| Clasificación general \| Clasificación general \| \| Ciclista \| Ciclista \| Equipo \| Tiempo \| \| \| --------------------- \| --------------------- \| ----------------------- \| --------------------- \| --------------------- \| \| 1.º \| Michał Kwiatkowski \| Omega Pharma-Quick Step \| 2 h 17 min 33 s \| \| \| 2.º \| Michael Albasini \| Orica-GreenEDGE \| + 5 s \| \| \| 3.º \| Ramūnas Navardauskas \| Garmin-Sharp \| + 5 s \| \| \| 4.º \| Jesús Herrada \| Movistar Team \| + 6 s \| \| \| 5.º \| Matthias Brändle \| IAM Cycling \| + 7 s \| \| \| 6.º \| Rohan Dennis \| Garmin-Sharp \| + 8 s \| \| \| 7.º \| Tony Martin \| Omega Pharma-Quick Step \| + 9 s \| \| \| 8.º \| Martijn Keizer \| Belkin \| + 13 s \| \| \| 9.º \| Alexandre Geniez \| FDJ.fr \| + 13 s \| \| \| 10.º \| Chris Froome \| Team Sky \| + 14 s \| \| |                      |                         |                 |
| |                      |                         |                 |
| |                      |                         |                 |
| Clasificación general |                      |                         |                 |
| Ciclista | Ciclista             | Equipo                  | Tiempo          |
| 1.º | Michał Kwiatkowski   | Omega Pharma-Quick Step | 2 h 17 min 33 s |
| 2.º | Michael Albasini     | Orica-GreenEDGE         | + 5 s           |
| 3.º | Ramūnas Navardauskas | Garmin-Sharp            | + 5 s           |
| 4.º | Jesús Herrada        | Movistar Team           | + 6 s           |
| 5.º | Matthias Brändle     | IAM Cycling             | + 7 s           |
| 6.º | Rohan Dennis         | Garmin-Sharp            | + 8 s           |
| 7.º | Tony Martin          | Omega Pharma-Quick Step | + 9 s           |
| 8.º | Martijn Keizer       | Belkin                  | + 13 s          |
| 9.º | Alexandre Geniez     | FDJ.fr                  | + 13 s          |
| 10.º | Chris Froome         | Team Sky                | + 14 s          |

### Etapa 2
| Sion - Montreux | etapa de media montaña | (166,5 km) |

| \| Clasificación de la etapa \| Clasificación de la etapa \| Clasificación de la etapa \| Clasificación de la etapa \| Clasificación de la etapa \| \| Ciclista \| Ciclista \| Equipo \| Tiempo \| \| \| ------------------------- \| ------------------------- \| ------------------------- \| ------------------------- \| ------------------------- \| \| 1.º \| Michael Albasini \| Orica-GreenEDGE \| 4 h 12 min 22 s \| \| \| 2.º \| Tony Hurel \| Team Europcar \| + 0 s \| \| \| 3.º \| Giacomo Nizzolo \| Trek Factory Racing \| + 0 s \| \| \| 4.º \| Alekséi Tsatevich \| Katusha \| + 0 s \| \| \| 5.º \| Michał Kwiatkowski \| Omega Pharma-Quick Step \| + 0 s \| \| \| 6.º \| Maxim Iglinskiy \| Astana \| + 0 s \| \| \| 7.º \| Tosh Van der Sande \| Lotto-Belisol \| + 0 s \| \| \| 8.º \| Ramūnas Navardauskas \| Garmin-Sharp \| + 0 s \| \| \| 9.º \| Danilo Wyss \| BMC Racing Team \| + 0 s \| \| \| 10.º \| Chris Froome \| Team Sky \| + 0 s \| \| |                      |                         |                 |
| |                      |                         |                 |
| |                      |                         |                 |
| Clasificación de la etapa |                      |                         |                 |
| Ciclista | Ciclista             | Equipo                  | Tiempo          |
| 1.º | Michael Albasini     | Orica-GreenEDGE         | 4 h 12 min 22 s |
| 2.º | Tony Hurel           | Team Europcar           | + 0 s           |
| 3.º | Giacomo Nizzolo      | Trek Factory Racing     | + 0 s           |
| 4.º | Alekséi Tsatevich    | Katusha                 | + 0 s           |
| 5.º | Michał Kwiatkowski   | Omega Pharma-Quick Step | + 0 s           |
| 6.º | Maxim Iglinskiy      | Astana                  | + 0 s           |
| 7.º | Tosh Van der Sande   | Lotto-Belisol           | + 0 s           |
| 8.º | Ramūnas Navardauskas | Garmin-Sharp            | + 0 s           |
| 9.º | Danilo Wyss          | BMC Racing Team         | + 0 s           |
| 10.º | Chris Froome         | Team Sky                | + 0 s           |

| \| Clasificación general \| Clasificación general \| Clasificación general \| Clasificación general \| Clasificación general \| \| Ciclista \| Ciclista \| Equipo \| Tiempo \| \| \| --------------------- \| --------------------- \| ----------------------- \| --------------------- \| --------------------- \| \| 1.º \| Michael Albasini \| Orica-GreenEDGE \| 6 h 29 min 50 s \| \| \| 2.º \| Michał Kwiatkowski \| Omega Pharma-Quick Step \| + 5 s \| \| \| 3.º \| Ramūnas Navardauskas \| Garmin-Sharp \| + 10 s \| \| \| 4.º \| Jesús Herrada \| Movistar Team \| + 11 s \| \| \| 5.º \| Matthias Brändle \| IAM Cycling \| + 12 s \| \| \| 6.º \| Rohan Dennis \| Garmin-Sharp \| + 13 s \| \| \| 7.º \| Tony Martin \| Omega Pharma-Quick Step \| + 14 s \| \| \| 8.º \| Martijn Keizer \| Belkin \| + 18 s \| \| \| 9.º \| Chris Froome \| Team Sky \| + 19 s \| \| \| 10.º \| Ion Izagirre \| Movistar Team \| + 19 s \| \| |                      |                         |                 |
| |                      |                         |                 |
| |                      |                         |                 |
| Clasificación general |                      |                         |                 |
| Ciclista | Ciclista             | Equipo                  | Tiempo          |
| 1.º | Michael Albasini     | Orica-GreenEDGE         | 6 h 29 min 50 s |
| 2.º | Michał Kwiatkowski   | Omega Pharma-Quick Step | + 5 s           |
| 3.º | Ramūnas Navardauskas | Garmin-Sharp            | + 10 s          |
| 4.º | Jesús Herrada        | Movistar Team           | + 11 s          |
| 5.º | Matthias Brändle     | IAM Cycling             | + 12 s          |
| 6.º | Rohan Dennis         | Garmin-Sharp            | + 13 s          |
| 7.º | Tony Martin          | Omega Pharma-Quick Step | + 14 s          |
| 8.º | Martijn Keizer       | Belkin                  | + 18 s          |
| 9.º | Chris Froome         | Team Sky                | + 19 s          |
| 10.º | Ion Izagirre         | Movistar Team           | + 19 s          |

### Etapa 3
| Le Bouveret - Aigle | etapa de montaña | (180,5 km) |

| \| Clasificación de la etapa \| Clasificación de la etapa \| Clasificación de la etapa \| Clasificación de la etapa \| Clasificación de la etapa \| \| Ciclista \| Ciclista \| Equipo \| Tiempo \| \| \| ------------------------- \| ------------------------- \| ------------------------- \| ------------------------- \| ------------------------- \| \| 1.º \| Simon Špilak \| Katusha \| 5 h 09 min 23 s \| \| \| 2.º \| Chris Froome \| Team Sky \| + 0 s \| \| \| 3.º \| Rui Alberto Costa \| Lampre-Merida \| + 57 s \| \| \| 4.º \| Jakob Fuglsang \| Astana \| + 57 s \| \| \| 5.º \| Beñat Intxausti \| Movistar Team \| + 57 s \| \| \| 6.º \| Mathias Frank \| IAM Cycling \| + 57 s \| \| \| 7.º \| Vincenzo Nibali \| Astana \| + 57 s \| \| \| 8.º \| Jesús Herrada \| Movistar Team \| + 1 min 41 s \| \| \| 9.º \| Thibaut Pinot \| FDJ.fr \| + 1 min 41 s \| \| \| 10.º \| Andrew Talansky \| Garmin-Sharp \| + 1 min 41 s \| \| |                   |               |                 |
| |                   |               |                 |
| |                   |               |                 |
| Clasificación de la etapa |                   |               |                 |
| Ciclista | Ciclista          | Equipo        | Tiempo          |
| 1.º | Simon Špilak      | Katusha       | 5 h 09 min 23 s |
| 2.º | Chris Froome      | Team Sky      | + 0 s           |
| 3.º | Rui Alberto Costa | Lampre-Merida | + 57 s          |
| 4.º | Jakob Fuglsang    | Astana        | + 57 s          |
| 5.º | Beñat Intxausti   | Movistar Team | + 57 s          |
| 6.º | Mathias Frank     | IAM Cycling   | + 57 s          |
| 7.º | Vincenzo Nibali   | Astana        | + 57 s          |
| 8.º | Jesús Herrada     | Movistar Team | + 1 min 41 s    |
| 9.º | Thibaut Pinot     | FDJ.fr        | + 1 min 41 s    |
| 10.º | Andrew Talansky   | Garmin-Sharp  | + 1 min 41 s    |

| \| Clasificación general \| Clasificación general \| Clasificación general \| Clasificación general \| Clasificación general \| \| Ciclista \| Ciclista \| Equipo \| Tiempo \| \| \| --------------------- \| --------------------- \| --------------------- \| --------------------- \| --------------------- \| \| 1.º \| Simon Špilak \| Katusha \| 11 h 39 min 25 s \| \| \| 2.º \| Chris Froome \| Team Sky \| + 1 s \| \| \| 3.º \| Rui Alberto Costa \| Lampre-Merida \| + 1 min 02 s \| \| \| 4.º \| Vincenzo Nibali \| Astana \| + 1 min 06 s \| \| \| 5.º \| Mathias Frank \| IAM Cycling \| + 1 min 10 s \| \| \| 6.º \| Beñat Intxausti \| Movistar Team \| + 1 min 13 s \| \| \| 7.º \| Jakob Fuglsang \| Astana \| + 1 min 14 s \| \| \| 8.º \| Jesús Herrada \| Movistar Team \| + 1 min 40 s \| \| \| 9.º \| Ion Izagirre \| Movistar Team \| + 1 min 48 s \| \| \| 10.º \| Andrew Talansky \| Garmin-Sharp \| + 1 min 50 s \| \| |                   |               |                  |
| |                   |               |                  |
| |                   |               |                  |
| Clasificación general |                   |               |                  |
| Ciclista | Ciclista          | Equipo        | Tiempo           |
| 1.º | Simon Špilak      | Katusha       | 11 h 39 min 25 s |
| 2.º | Chris Froome      | Team Sky      | + 1 s            |
| 3.º | Rui Alberto Costa | Lampre-Merida | + 1 min 02 s     |
| 4.º | Vincenzo Nibali   | Astana        | + 1 min 06 s     |
| 5.º | Mathias Frank     | IAM Cycling   | + 1 min 10 s     |
| 6.º | Beñat Intxausti   | Movistar Team | + 1 min 13 s     |
| 7.º | Jakob Fuglsang    | Astana        | + 1 min 14 s     |
| 8.º | Jesús Herrada     | Movistar Team | + 1 min 40 s     |
| 9.º | Ion Izagirre      | Movistar Team | + 1 min 48 s     |
| 10.º | Andrew Talansky   | Garmin-Sharp  | + 1 min 50 s     |

### Etapa 4
| Friburgo - Friburgo | etapa de media montaña | (173,1 km) |

| \| Clasificación de la etapa \| Clasificación de la etapa \| Clasificación de la etapa \| Clasificación de la etapa \| Clasificación de la etapa \| \| Ciclista \| Ciclista \| Equipo \| Tiempo \| \| \| ------------------------- \| ------------------------- \| ------------------------- \| ------------------------- \| ------------------------- \| \| 1.º \| Michael Albasini \| Orica-GreenEDGE \| 4 h 14 min 21 s \| \| \| 2.º \| Thomas Voeckler \| Team Europcar \| + 0 s \| \| \| 3.º \| Jan Bakelants \| Omega Pharma-Quick Step \| + 0 s \| \| \| 4.º \| Davide Appollonio \| AG2R La Mondiale \| + 9 s \| \| \| 5.º \| Anthony Roux \| FDJ.fr \| + 9 s \| \| \| 6.º \| Oscar Gatto \| Cannondale \| + 9 s \| \| \| 7.º \| Ramūnas Navardauskas \| Garmin-Sharp \| + 9 s \| \| \| 8.º \| Luka Mezgec \| Giant-Shimano \| + 9 s \| \| \| 9.º \| Roberto Ferrari \| Lampre-Merida \| + 9 s \| \| \| 10.º \| Tony Hurel \| Team Europcar \| + 9 s \| \| |                      |                         |                 |
| |                      |                         |                 |
| |                      |                         |                 |
| Clasificación de la etapa |                      |                         |                 |
| Ciclista | Ciclista             | Equipo                  | Tiempo          |
| 1.º | Michael Albasini     | Orica-GreenEDGE         | 4 h 14 min 21 s |
| 2.º | Thomas Voeckler      | Team Europcar           | + 0 s           |
| 3.º | Jan Bakelants        | Omega Pharma-Quick Step | + 0 s           |
| 4.º | Davide Appollonio    | AG2R La Mondiale        | + 9 s           |
| 5.º | Anthony Roux         | FDJ.fr                  | + 9 s           |
| 6.º | Oscar Gatto          | Cannondale              | + 9 s           |
| 7.º | Ramūnas Navardauskas | Garmin-Sharp            | + 9 s           |
| 8.º | Luka Mezgec          | Giant-Shimano           | + 9 s           |
| 9.º | Roberto Ferrari      | Lampre-Merida           | + 9 s           |
| 10.º | Tony Hurel           | Team Europcar           | + 9 s           |

| \| Clasificación general \| Clasificación general \| Clasificación general \| Clasificación general \| Clasificación general \| \| Ciclista \| Ciclista \| Equipo \| Tiempo \| \| \| --------------------- \| --------------------- \| --------------------- \| --------------------- \| --------------------- \| \| 1.º \| Simon Špilak \| Katusha \| 15 h 53 min 55 s \| \| \| 2.º \| Chris Froome \| Team Sky \| + 1 s \| \| \| 3.º \| Rui Alberto Costa \| Lampre-Merida \| + 1 min 02 s \| \| \| 4.º \| Vincenzo Nibali \| Astana \| + 1 min 06 s \| \| \| 5.º \| Mathias Frank \| IAM Cycling \| + 1 min 10 s \| \| \| 6.º \| Beñat Intxausti \| Movistar Team \| + 1 min 13 s \| \| \| 7.º \| Jakob Fuglsang \| Astana \| + 1 min 14 s \| \| \| 8.º \| Jesús Herrada \| Movistar Team \| + 1 min 40 s \| \| \| 9.º \| Ion Izagirre \| Movistar Team \| + 1 min 48 s \| \| \| 10.º \| Andrew Talansky \| Garmin-Sharp \| + 1 min 50 s \| \| |                   |               |                  |
| |                   |               |                  |
| |                   |               |                  |
| Clasificación general |                   |               |                  |
| Ciclista | Ciclista          | Equipo        | Tiempo           |
| 1.º | Simon Špilak      | Katusha       | 15 h 53 min 55 s |
| 2.º | Chris Froome      | Team Sky      | + 1 s            |
| 3.º | Rui Alberto Costa | Lampre-Merida | + 1 min 02 s     |
| 4.º | Vincenzo Nibali   | Astana        | + 1 min 06 s     |
| 5.º | Mathias Frank     | IAM Cycling   | + 1 min 10 s     |
| 6.º | Beñat Intxausti   | Movistar Team | + 1 min 13 s     |
| 7.º | Jakob Fuglsang    | Astana        | + 1 min 14 s     |
| 8.º | Jesús Herrada     | Movistar Team | + 1 min 40 s     |
| 9.º | Ion Izagirre      | Movistar Team | + 1 min 48 s     |
| 10.º | Andrew Talansky   | Garmin-Sharp  | + 1 min 50 s     |

### Etapa 5
| Neuchâtel - Neuchâtel | contrarreloj individual | (18,5 km) |

| \| Clasificación de la etapa \| Clasificación de la etapa \| Clasificación de la etapa \| Clasificación de la etapa \| Clasificación de la etapa \| \| Ciclista \| Ciclista \| Equipo \| Tiempo \| \| \| ------------------------- \| ------------------------- \| ------------------------- \| ------------------------- \| ------------------------- \| \| 1.º \| Chris Froome \| Team Sky \| 24 min 50 s \| \| \| 2.º \| Tony Martin \| Omega Pharma-Quick Step \| + 1 s \| \| \| 3.º \| Jesse Sergent \| Trek Factory Racing \| + 8 s \| \| \| 4.º \| Rigoberto Urán \| Omega Pharma-Quick Step \| + 15 s \| \| \| 5.º \| Ion Izagirre \| Movistar Team \| + 20 s \| \| \| 6.º \| Riccardo Zoidl \| Trek Factory Racing \| + 29 s \| \| \| 7.º \| Simon Špilak \| Katusha \| + 29 s \| \| \| 8.º \| Rui Alberto Costa \| Lampre-Merida \| + 31 s \| \| \| 9.º \| Thibaut Pinot \| FDJ.fr \| + 35 s \| \| \| 10.º \| Mathias Frank \| IAM Cycling \| + 35 s \| \| |                   |                         |             |
| |                   |                         |             |
| |                   |                         |             |
| Clasificación de la etapa |                   |                         |             |
| Ciclista | Ciclista          | Equipo                  | Tiempo      |
| 1.º | Chris Froome      | Team Sky                | 24 min 50 s |
| 2.º | Tony Martin       | Omega Pharma-Quick Step | + 1 s       |
| 3.º | Jesse Sergent     | Trek Factory Racing     | + 8 s       |
| 4.º | Rigoberto Urán    | Omega Pharma-Quick Step | + 15 s      |
| 5.º | Ion Izagirre      | Movistar Team           | + 20 s      |
| 6.º | Riccardo Zoidl    | Trek Factory Racing     | + 29 s      |
| 7.º | Simon Špilak      | Katusha                 | + 29 s      |
| 8.º | Rui Alberto Costa | Lampre-Merida           | + 31 s      |
| 9.º | Thibaut Pinot     | FDJ.fr                  | + 35 s      |
| 10.º | Mathias Frank     | IAM Cycling             | + 35 s      |

## Clasificaciones finales
- Las clasificaciones finalizaron de la siguiente forma:[8]

### Clasificación general
| \| Clasificación general \| Clasificación general \| Clasificación general \| Clasificación general \| Clasificación general \| \| Ciclista \| Ciclista \| Equipo \| Tiempo \| \| \| --------------------- \| --------------------- \| --------------------- \| --------------------- \| --------------------- \| \| 1.º \| Chris Froome \| Team Sky \| 16 h 18 min 46 s \| \| \| 2.º \| Simon Špilak \| Katusha \| + 28 s \| \| \| 3.º \| Rui Alberto Costa \| Lampre-Merida \| + 1 min 32 s \| \| \| 4.º \| Mathias Frank \| IAM Cycling \| + 1 min 44 s \| \| \| 5.º \| Vincenzo Nibali \| Astana \| + 1 min 48 s \| \| \| 6.º \| Beñat Intxausti \| Movistar Team \| + 1 min 52 s \| \| \| 7.º \| Jakob Fuglsang \| Astana \| + 1 min 56 s \| \| \| 8.º \| Ion Izagirre \| Movistar Team \| + 2 min 07 s \| \| \| 9.º \| Jesús Herrada \| Movistar Team \| + 2 min 15 s \| \| \| 10.º \| Thibaut Pinot \| FDJ.fr \| + 2 min 31 s \| \| |                   |               |                  |
| |                   |               |                  |
| Fuente: ProCyclingStats |                   |               |                  |
| Clasificación general |                   |               |                  |
| Ciclista | Ciclista          | Equipo        | Tiempo           |
| 1.º | Chris Froome      | Team Sky      | 16 h 18 min 46 s |
| 2.º | Simon Špilak      | Katusha       | + 28 s           |
| 3.º | Rui Alberto Costa | Lampre-Merida | + 1 min 32 s     |
| 4.º | Mathias Frank     | IAM Cycling   | + 1 min 44 s     |
| 5.º | Vincenzo Nibali   | Astana        | + 1 min 48 s     |
| 6.º | Beñat Intxausti   | Movistar Team | + 1 min 52 s     |
| 7.º | Jakob Fuglsang    | Astana        | + 1 min 56 s     |
| 8.º | Ion Izagirre      | Movistar Team | + 2 min 07 s     |
| 9.º | Jesús Herrada     | Movistar Team | + 2 min 15 s     |
| 10.º | Thibaut Pinot     | FDJ.fr        | + 2 min 31 s     |

### Clasificación por puntos
| Clasificación por puntos | Clasificación por puntos | Clasificación por puntos | Clasificación por puntos | Clasificación por puntos |
| Ciclista                 | Ciclista                 | Equipo                   | Puntos                   |                          |
| ------------------------ | ------------------------ | ------------------------ | ------------------------ | ------------------------ |
| 1.º                      | Martin Kohler            | BMC Racing Team          | 12 pts                   |                          |
| 2.º                      | Alexis Vuillermoz        | AG2R La Mondiale         | 10 pts                   |                          |
| 3.º                      | Vincenzo Nibali          | Astana                   | 6 pts                    |                          |
| 4.º                      | Jan Bakelants            | Omega Pharma-Quick Step  | 6 pts                    |                          |
| 5.º                      | Cyril Gautier            | Team Europcar            | 6 pts                    |                          |

### Clasificación de la montaña
| Clasificación de la montaña | Clasificación de la montaña | Clasificación de la montaña | Clasificación de la montaña | Clasificación de la montaña |
| Ciclista                    | Ciclista                    | Equipo                      | Puntos                      |                             |
| --------------------------- | --------------------------- | --------------------------- | --------------------------- | --------------------------- |
| 1.º                         | Johann Tschopp              | IAM Cycling                 | 30 pts                      |                             |
| 2.º                         | Cyril Gautier               | Team Europcar               | 28 pts                      |                             |
| 3.º                         | Chris Froome                | Team Sky                    | 12 pts                      |                             |
| 4.º                         | Jean-Marc Marino            | Cannondale                  | 12 pts                      |                             |
| 5.º                         | Pirmin Lang                 | IAM Cycling                 | 10 pts                      |                             |

### Clasificación de los jóvenes
| Clasificación del mejor joven | Clasificación del mejor joven | Clasificación del mejor joven | Clasificación del mejor joven | Clasificación del mejor joven |
| Ciclista                      | Ciclista                      | Equipo                        | Tiempo                        |                               |
| ----------------------------- | ----------------------------- | ----------------------------- | ----------------------------- | ----------------------------- |
| 1.º                           | Jesús Herrada                 | Movistar Team                 | 16 h 21 min 01 s              |                               |
| 2.º                           | Thibaut Pinot                 | FDJ.fr                        | + 16 s                        |                               |
| 3.º                           | Edward Beltrán                | Tinkoff-Saxo                  | + 10 min 50 s                 |                               |
| 4.º                           | Georg Preidler                | Giant-Shimano                 | + 11 min 55 s                 |                               |
| 5.º                           | Serguéi Chernetski            | Katusha                       | + 13 min 59 s                 |                               |

### Clasificación por equipos
| Clasificación por equipos | Clasificación por equipos | Clasificación por equipos | Clasificación por equipos |
| Equipo                    | Equipo                    | Tiempo                    |                           |
| ------------------------- | ------------------------- | ------------------------- | ------------------------- |
| 1.º                       | Movistar Team             | 49 h 02 min 34 s          |                           |
| 2.º                       | IAM Cycling               | + 2 min 48 s              |                           |
| 3.º                       | Astana                    | + 7 min 00 s              |                           |
| 4.º                       | Katusha                   | + 11 min 42 s             |                           |
| 5.º                       | Tinkoff-Saxo              | + 15 min 34 s             |                           |

## Evolución de las clasificaciones
| Etapa (Vencedor)                   | Clasificación general | Clasificación de la montaña | Clasificación de los sprints | Clasificación de los jóvenes | Clasificación por equipos |
| ---------------------------------- | --------------------- | --------------------------- | ---------------------------- | ---------------------------- | ------------------------- |
| Prólogo (CRI) (Michał Kwiatkowski) | Michał Kwiatkowski    | no se entregó               | no se entregó                | Michał Kwiatkowski           | Omega Pharma-Quick Step   |
| 1.ª etapa (Michael Albasini)       | Michał Kwiatkowski    | Johann Tschopp              | Vincenzo Nibali              | Michał Kwiatkowski           | Omega Pharma-Quick Step   |
| 2.ª etapa (Michael Albasini)       | Michael Albasini      | Johann Tschopp              | Martin Kohler                | Michał Kwiatkowski           | Omega Pharma-Quick Step   |
| 3.ª etapa (Simon Špilak)           | Simon Špilak          | Johann Tschopp              | Martin Kohler                | Jesús Herrada                | Movistar                  |
| 4.ª etapa (Michael Albasini)       | Simon Špilak          | Johann Tschopp              | Martin Kohler                | Jesús Herrada                | Movistar                  |
| 5.ª etapa (CRI) (Chris Froome)     | Chris Froome          | Johann Tschopp              | Martin Kohler                | Jesús Herrada                | Movistar                  |
| Final                              | Chris Froome          | Johann Tschopp              | Martin Kohler                | Jesús Herrada                | Movistar                  |

## UCI World Tour
El Tour de Romandía otorgó puntos para el UCI WorldTour 2014, solamente para corredores de equipos UCI ProTeam. Las siguientes tablas son el baremo de puntuación y los corredores que obtuvieron puntos:
| Posición              | 1º  | 2º | 3º | 4º | 5º | 6º | 7º | 8º | 9º | 10º |
| Clasificación general | 100 | 80 | 70 | 60 | 50 | 40 | 30 | 20 | 10 | 4   |
| Por etapa             | 6   | 4  | 2  | 1  | 1  |    |    |    |    |     |

| Ciclista           | Equipo                  | Puntos |
| ------------------ | ----------------------- | ------ |
| Chris Froome       | Sky                     | 110    |
| Simon Špilak       | Katusha                 | 86     |
| Rui Costa          | Movistar                | 72     |
| Vincenzo Nibali    | Astana                  | 50     |
| Beñat Intxausti    | Movistar                | 41     |
| Jakob Fuglsang     | Astana                  | 31     |
| Ion Izagirre       | Movistar                | 21     |
| Michael Albasini   | Orica GreenEDGE         | 18     |
| Jesús Herrada      | Movistar                | 14     |
| Michał Kwiatkowski | Omega Pharma-Quick Step | 7      |

| Resto de corredores  | Resto de corredores     | Resto de corredores | Resto de corredores |
| -------------------- | ----------------------- | ------------------- | ------------------- |
| Ciclista             | Equipo                  | Puntos              |                     |
| Tony Martin          | Omega Pharma-Quick Step | 5                   |                     |
| Rohan Dennis         | Garmin Sharp            | 4                   |                     |
| Tony Hurel           | Europcar                | 4                   |                     |
| Thibaut Pinot        | FDJ.fr                  | 4                   |                     |
| Thomas Voeckler      | Europcar                | 4                   |                     |
| Giacomo Nizzolo      | Trek Factory Racing     | 3                   |                     |
| Jan Bakelants        | Omega Pharma-Quick Step | 2                   |                     |
| Marcel Kittel        | Giant-Shimano           | 2                   |                     |
| Ramūnas Navardauskas | Garmin Sharp            | 2                   |                     |
| Jesse Sergent        | Trek Factory Racing     | 2                   |                     |
| Davide Appollonio    | Ag2r La Mondiale        | 1                   |                     |
| Maxim Iglinskiy      | Astana                  | 1                   |                     |
| Anthony Roux         | FDJ.fr                  | 1                   |                     |
| Andrew Talansky      | Garmin Sharp            | 1                   |                     |
| Alexey Tsatevitch    | Katusha                 | 1                   |                     |
| Rigoberto Urán       | Omega Pharma-Quick Step | 1                   |                     |